# Körmöcbányai pénzverde

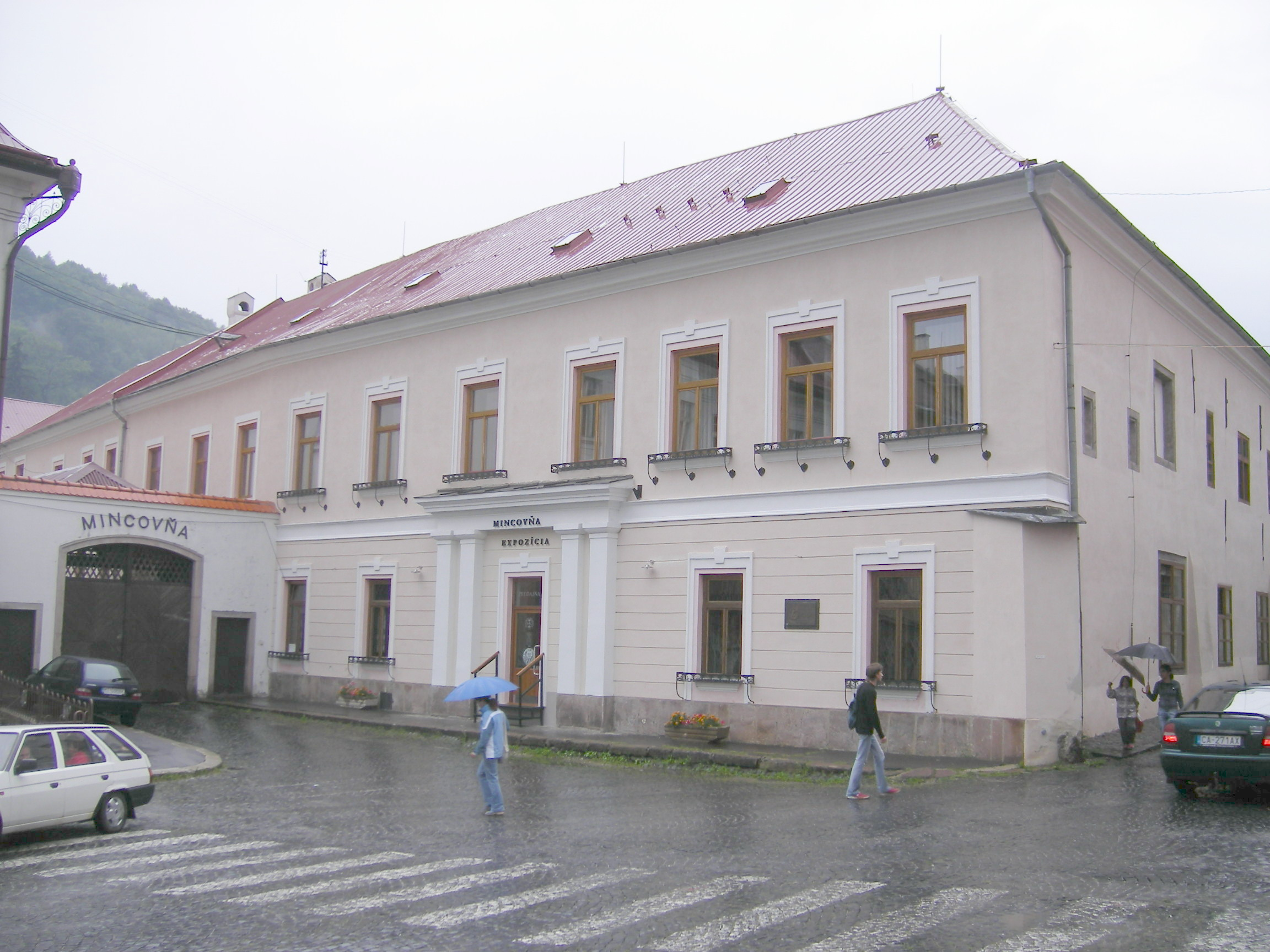
A pénzverde épülete

A körmöcbányai pénzverde a történelmi Magyarország legjelentősebb pénzverdéje volt, majd 1918 után Csehszlovákia, illetve Szlovákia egyetlen pénzverdéje. A közel 700 éves pénzverde híres volt az ott vert aranyak (később dukátnak nevezett forintok) tisztaságáról, így azok a korabeli Európa közkedvelt fizetőeszközei voltak. 2011. februárja óta az Európai Kulturális Örökség része.

## Története

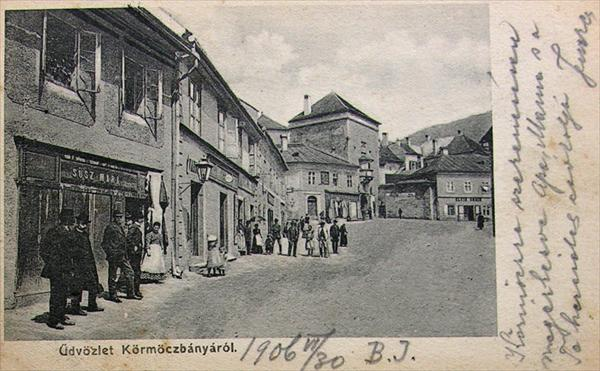
"Üdvözlet Körmöczbányáról" - képeslap 1906-ból

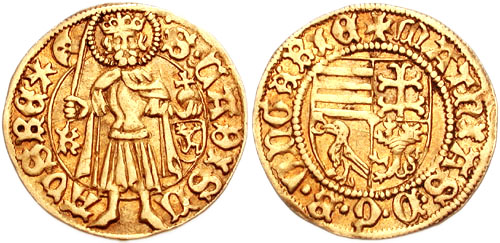
Mátyás király Körmöcbányán vert aranyforintja

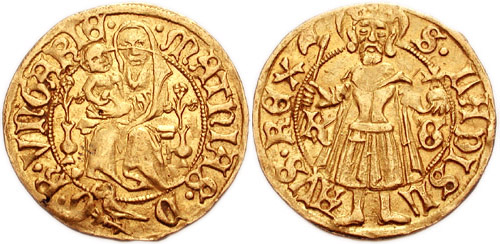
Mátyás király körmöci madonnás forintja. Mátyás pénzének állandó értékét az állandó éremkép is nyomatékosította. A király átfogó pénzügyi reformját követően az aranyforintok előlapjára a korábbi címer helyett az ország védőszentje, a Patrona Hungariae került (+mATHIAS•D•G•R•VNGARIE,), hátlapján pedig a hagyományos Szent László (•S•LADISL-AVS REX) ábrázolást alkalmazták

A város környékén már a 11. században bányásztak aranyat. Károly Róbert, miután megszilárdította politikai hatalmát, a királyi jövedelmeket is rendezni kívánta, ezt az aranyválság miatt felértékelődött aranybányászat fellendítésével, stabil pénz verésével és a veretlen nemesfém kivitelének korlátozásával kívánta elérni.

A körmöcbányai pénzverde működését 1328. november 17-étől számíthatjuk: Károly Róbert ekkor adta ki II. Vencel cseh király 1300-ban kelt „Ius regale montanorum” nevű bányajogi kódexének mintájára azt a kiváltságlevelet, mely – más bányásztelepülések mellett – a körmöcbányai telepeseknek a csehországi Kutná Hora hospeseihez hasonló szabadságjogokat biztosított. A város ennek értelmében szabad királyi városi rangra emelkedett és pénzverdét állíthatott fel. 

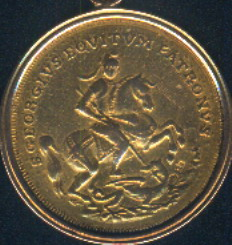
Szent György-tallér 14 dukát súlyú aranyverete az 1750-1780 közti időszakból, Körmöcbányáról.

Városi rangra emelése annak volt köszönhető, hogy a kiterjedésében legnagyobb magyar pénzverő- és bányászkamara a várost választotta székhelyéül. 1329-ben indult meg az ezüstgarasok, majd legkésőbb 1335-ben firenzei fiorino d'oro mintájára az aranyforintok verése, ezeket később dukátnak nevezték (a hasonlóan firenzei mintára készülő velencei ducatus d'oro nevéből; a ducatus itt a dózséra utal). Ez időben a bányák kb. 400 kg aranyat termeltek évente.
1433-ban a husziták foglalták el. 1462-ben Mátyás király ostromával került ismét magyar fennhatóság alá.
1469-ben Körmöcbányán már négy kohó és huszonkilenc érczúzó malom működött.
A 16. században, a stratégiailag meggyengült Magyar Királyságtól a Thurzók és Fuggerek vették át a körmöci bányák termelési jogát. A törökök többször ostromolták, ám a jól védhető várost elfoglalni nem tudták.
A pénzverdét a 15. században költöztették a városfalakon belülre, a város északnyugati részébe. Ott is maradt egészen 1986-ig, amikor a város szélén épített új, modern üzemegység vette át feladatát, mely sokkal kevésbé zavarja a városközpont egyedülálló légkörét. A régi, belvárosi üzemrészben csak az emlékérmek gyártása maradt.
Az első, tudottan Körmöcbányán vert emlékérem II. Lajos király koronázása alkalmából készült 1508-ban. Később, a 17. században a Rothenfelsi Roth család által készített Szent György-medálok váltak híressé.
A városfalakon belüli üzemrész az 1881-1889 közötti átépítésekor nyerte el jelenlegi formáját.
Az első, ismerten itt használt pénzverőgép 1565-ből származik. A 17. század közepétől táskás hengeres pénzverő gépeket használtak. A 18. században az orsós pénzverő gépek, a balancierók használatára tértek át. Ezt az új géptípust Daniel Warou svéd mérnök először itt vezette be 1710-ben. Abban az időben a Habsburgok uralma alatt álló országokban a körmöcbányai jelentette a mintát a többi pénzverde számára, itt tervezték és építették meg az új konstrukciójú pénzverőgépeket és ezekkel látták el a többi pénzverdét.
A Körmöcbányán készített magas és állandó aranytartalmú dukátok száma és aránya a 15. század végétől a környéken kitermelt arany mennyiségével párhuzamosan csökkent. Egyre nagyobb arányt képviseltek a kevésbé nemes anyagokból készült pénzérmék. 1499-ben kezdték meg az ezüsttallérok verését a városban. Az utolsó fizetőeszközként használt aranydukátok 1881-ben készültek a pénzverdében.
A körmöcbányai gépeket 1918. október 25-30 között leszerelték, a felszereléssel és a nemesfémekkel együtt Budapestre szállították. A Tanácsköztársaságtól kezdve Budapesten folytatódott a magyar pénzverés (továbbra is körmöcbányai verdejellel, egészen 1922-ig).
Az 1918. október 28-án megalakult Cseh–Szlovák Köztársaság területén Körmöcbánya volt az egyetlen pénzverő (a prágai pénzverdét még 1856-ban zárták be). Itt készült mind az első, mind a második Csehszlovákia összes pénzérméje.
1993-tól itt verték a szlovák korona pénzérméket, 2008-ban pedig megkezdődött a szlovák euróérmék gyártása.
Körmöcbánya városi levéltárnoka volt az 1800-as évek második felében Krizsko Pál, aki a levéltárakban végzett kutatómunkája során összegyűjtötte és 1879-ben közzétette a körmöcbányai pénzverdei alkalmazottak és kamaragrófok névsorát "A régi körmöczi kamara és grófjai" címmel. Munkássága értékes adatokat szolgáltatott a késő középkori védjegyek feloldásához.

## Lásd még
- Az osztrák–magyar korona pénzérméi

## Külső hivatkozások
- A körmöcbányai pénzverde honlapja (szlovák, angol, német nyelven)
- Numismatics Hungary – Magyarországi pénzverdék 7.
- Sulinet – Szlovákia Műszaki Műemlékei II.